# 徐济
徐济（？—？），苏州人，是一名明朝政治人物。
徐济曾于洪武二十五年(1392年)接替张文昱任邵武府知府一职，永乐元年(1403年)由叶仲贤接任。